# نهائي كأس ولي العهد السعودي 2004
نهائي كأس ولي العهد السعودي 2004 هي مباراة تحديد الفائز بكأس ولي العهد السعودي. اقيمت المباراة في ملعب ملعب الملك فهد الدولي بمدينة الرياض بتاريخ 26 مارس 2004 وقد فاز بالمبارة نادي الاتحاد بنتيجة هدف مقابل لاشي.